# 1379
Il 1379 (MCCCLXXIX in numeri romani) è un anno  del XIV secolo.

## Eventi
- A Vicenza messa in scena di uno dei primi spettacoli pirotecnici in Italia: il volo della colomba, in occasione dell'Ascensione[1] e della riconciliazione tra Scaligeri e Visconti.
- 30 aprile - Battaglia di Marino: Nell'ambito della guerra seguita allo Scisma d'Occidente, si fronteggiarono le truppe mercenarie italiane, fedeli a Papa Urbano VI e le truppe mercenarie francesi e bretoni fedeli all'Antipapa Clemente VII.
- Inizio della cronaca di Jakob Unrest.
- Secondo anno della Guerra di Chioggia fra Venezia e Genova.

## Nati
- 4 ottobre - Enrico III di Castiglia, re († 1406)
- Alessio IV di Trebisonda, imperatore bizantino († 1429)
- Giovanni Badile, pittore italiano († 1451)
- Manno Barile, nobile e condottiero italiano († 1449)
- Gigliola da Carrara, nobile italiana († 1416)
- Ilaria del Carretto, nobile italiana († 1405)
- Antonio Cassarino, umanista, oratore e filologo classico italiano († 1444)
- Fantino Dandolo, giurista, diplomatico e arcivescovo cattolico italiano († 1459)
- Guido Torelli, nobile e condottiero italiano († 1449)
- Uguccione dei Contrari, politico e militare italiano († 1448)

## Morti
- 12 febbraio - Mainardo Cavalcanti, politico e militare italiano
- 18 febbraio - Alberto II di Meclemburgo, nobile
- 29 maggio - Enrico II di Castiglia, re spagnolo (n. 1332)
- 6 luglio - Jean de Blandiac, cardinale e vescovo cattolico francese
- 13 agosto - Giacomo Orsini, cardinale italiano
- 10 ottobre - Giovanni di Bridlington, religioso, presbitero e santo britannico
- 15 novembre - Ottone V di Baviera, duca tedesco (n. 1346)
- 30 novembre - Raimondino Lupi, condottiero italiano
- 16 dicembre - John FitzAlan, I barone Arundel, nobile britannico
- 23 dicembre - Piero degli Albizi, politico italiano
- Luciano Doria, ammiraglio italiano
- Isabella di Coucy, nobile britannica (n. 1332)
- Filoteo Kokkinos, arcivescovo ortodosso bizantino
- Giovanni Pico, militare e politico italiano
- Tommaso da Modena, pittore e miniatore italiano (n. 1326)

## Calendario
| Calendario 1379 | Calendario 1379 | Calendario 1379 | Calendario 1379 | Calendario 1379 | Calendario 1379 | Calendario 1379 | Calendario 1379 | Calendario 1379 | Calendario 1379 | Calendario 1379 | Calendario 1379 | Calendario 1379 | Calendario 1379 | Calendario 1379 | Calendario 1379 | Calendario 1379 | Calendario 1379 | Calendario 1379 | Calendario 1379 | Calendario 1379 | Calendario 1379 | Calendario 1379 | Calendario 1379 | Calendario 1379 | Calendario 1379 | Calendario 1379 | Calendario 1379 | Calendario 1379 | Calendario 1379 | Calendario 1379 | Calendario 1379 | Calendario 1379 |
| --------------- | --------------- | --------------- | --------------- | --------------- | --------------- | --------------- | --------------- | --------------- | --------------- | --------------- | --------------- | --------------- | --------------- | --------------- | --------------- | --------------- | --------------- | --------------- | --------------- | --------------- | --------------- | --------------- | --------------- | --------------- | --------------- | --------------- | --------------- | --------------- | --------------- | --------------- | --------------- | --------------- |
|                 | 1               | 2               | 3               | 4               | 5               | 6               | 7               | 8               | 9               | 10              | 11              | 12              | 13              | 14              | 15              | 16              | 17              | 18              | 19              | 20              | 21              | 22              | 23              | 24              | 25              | 26              | 27              | 28              | 29              | 30              | 31              |                 |
| Gennaio         | Sa              | Do              | Lu              | Ma              | Me              | Gi              | Ve              | Sa              | Do              | Lu              | Ma              | Me              | Gi              | Ve              | Sa              | Do              | Lu              | Ma              | Me              | Gi              | Ve              | Sa              | Do              | Lu              | Ma              | Me              | Gi              | Ve              | Sa              | Do              | Lu              |                 |
| Febbraio        | Ma              | Me              | Gi              | Ve              | Sa              | Do              | Lu              | Ma              | Me              | Gi              | Ve              | Sa              | Do              | Lu              | Ma              | Me              | Gi              | Ve              | Sa              | Do              | Lu              | Ma              | Me              | Gi              | Ve              | Sa              | Do              | Lu              |                 |                 |                 |                 |
| Marzo           | Ma              | Me              | Gi              | Ve              | Sa              | Do              | Lu              | Ma              | Me              | Gi              | Ve              | Sa              | Do              | Lu              | Ma              | Me              | Gi              | Ve              | Sa              | Do              | Lu              | Ma              | Me              | Gi              | Ve              | Sa              | Do              | Lu              | Ma              | Me              | Gi              |                 |
| Aprile          | Ve              | Sa              | Do              | Lu              | Ma              | Me              | Gi              | Ve              | Sa              | Do              | Lu              | Ma              | Me              | Gi              | Ve              | Sa              | Do              | Lu              | Ma              | Me              | Gi              | Ve              | Sa              | Do              | Lu              | Ma              | Me              | Gi              | Ve              | Sa              |                 |                 |
| Maggio          | Do              | Lu              | Ma              | Me              | Gi              | Ve              | Sa              | Do              | Lu              | Ma              | Me              | Gi              | Ve              | Sa              | Do              | Lu              | Ma              | Me              | Gi              | Ve              | Sa              | Do              | Lu              | Ma              | Me              | Gi              | Ve              | Sa              | Do              | Lu              | Ma              |                 |
| Giugno          | Me              | Gi              | Ve              | Sa              | Do              | Lu              | Ma              | Me              | Gi              | Ve              | Sa              | Do              | Lu              | Ma              | Me              | Gi              | Ve              | Sa              | Do              | Lu              | Ma              | Me              | Gi              | Ve              | Sa              | Do              | Lu              | Ma              | Me              | Gi              |                 |                 |
| Luglio          | Ve              | Sa              | Do              | Lu              | Ma              | Me              | Gi              | Ve              | Sa              | Do              | Lu              | Ma              | Me              | Gi              | Ve              | Sa              | Do              | Lu              | Ma              | Me              | Gi              | Ve              | Sa              | Do              | Lu              | Ma              | Me              | Gi              | Ve              | Sa              | Do              |                 |
| Agosto          | Lu              | Ma              | Me              | Gi              | Ve              | Sa              | Do              | Lu              | Ma              | Me              | Gi              | Ve              | Sa              | Do              | Lu              | Ma              | Me              | Gi              | Ve              | Sa              | Do              | Lu              | Ma              | Me              | Gi              | Ve              | Sa              | Do              | Lu              | Ma              | Me              |                 |
| Settembre       | Gi              | Ve              | Sa              | Do              | Lu              | Ma              | Me              | Gi              | Ve              | Sa              | Do              | Lu              | Ma              | Me              | Gi              | Ve              | Sa              | Do              | Lu              | Ma              | Me              | Gi              | Ve              | Sa              | Do              | Lu              | Ma              | Me              | Gi              | Ve              |                 |                 |
| Ottobre         | Sa              | Do              | Lu              | Ma              | Me              | Gi              | Ve              | Sa              | Do              | Lu              | Ma              | Me              | Gi              | Ve              | Sa              | Do              | Lu              | Ma              | Me              | Gi              | Ve              | Sa              | Do              | Lu              | Ma              | Me              | Gi              | Ve              | Sa              | Do              | Lu              |                 |
| Novembre        | Ma              | Me              | Gi              | Ve              | Sa              | Do              | Lu              | Ma              | Me              | Gi              | Ve              | Sa              | Do              | Lu              | Ma              | Me              | Gi              | Ve              | Sa              | Do              | Lu              | Ma              | Me              | Gi              | Ve              | Sa              | Do              | Lu              | Ma              | Me              |                 |                 |
| Dicembre        | Gi              | Ve              | Sa              | Do              | Lu              | Ma              | Me              | Gi              | Ve              | Sa              | Do              | Lu              | Ma              | Me              | Gi              | Ve              | Sa              | Do              | Lu              | Ma              | Me              | Gi              | Ve              | Sa              | Do              | Lu              | Ma              | Me              | Gi              | Ve              | Sa              |                 |